# Felipe Taglianut
Felipe Taglianut (ur. 1 maja 1986 r.) – argentyński wioślarz.

## Osiągnięcia
- Mistrzostwa Świata – Poznań 2009 – czwórka podwójna wagi lekkiej – 7. miejsce[1].